# Neacomys tenuipes
Neacomys tenuipes är en däggdjursart som beskrevs av Thomas 1900. Neacomys tenuipes ingår i släktet borstrisråttor, och familjen hamsterartade gnagare. IUCN kategoriserar arten globalt som livskraftig. Inga underarter finns listade i Catalogue of Life.
Arten förekommer i bergstrakter i norra Sydamerika i Colombia, Ecuador och Venezuela Den vistas i regioner som ligger 400 till 1750 meter över havet. Habitatet utgörs främst av bergsskogar.